# Venturia (Dakota du Nord)
Pour les articles homonymes, voir Venturia.
Venturia est une ville située dans le comté de McIntosh, dans l’État du Dakota du Nord, aux États-Unis. Sa population s’élevait à 10 habitants lors du recensement de 2010, estimée à 12 habitants en 2018.

## Histoire
Venturia a été fondée en 1901.

## Démographie
| 1920 | 1930 | 1940 | 1950 | 1960 | 1970 |
| ---- | ---- | ---- | ---- | ---- | ---- |
| 207  | 233  | 257  | 190  | 148  | 77   |

| 1980 | 1990 | 2000 | 2010 | - | - |
| ---- | ---- | ---- | ---- | - | - |
| 40   | 30   | 23   | 10   | - | - |